# Gustave Levavasseur
Pour les articles homonymes, voir Levavasseur.
Ne doit pas être confondu avec Gustave Le Vavasseur.
Louis Fernand Gustave Levavasseur est un homme politique français né le 24 octobre 1826 à Breteuil (Oise) et mort le 18 octobre 1898 à Breteuil.

## Biographie
Propriétaire terrien, il est conseiller général du canton de Breteuil. Il est député de l'Oise de 1876 à 1877 et de 1878 à 1885. Il siège au centre gauche et est l'un des 363 qui refusent la confiance au gouvernement de Broglie, le 16 mai 1877. Battu aux législatives de 1877, il retrouve son siège en 1878 à la suite de l'invalidation du scrutin. 

## Sources
- « Gustave Levavasseur », dans Adolphe Robert et Gaston Cougny, Dictionnaire des parlementaires français, Edgar Bourloton, 1889-1891 [détail de l’édition]